# 科納 (阿拉巴馬州)
科納（英語：Corner）是一個位於美國阿拉巴馬州傑佛遜縣的非建制地區。該地的面積和人口皆未知。

## 地理
科納的座標為33°48′01″N 86°56′32″W / 33.80028°N 86.94222°W，而該地的平均海拔高度為120米（即722英尺）。